# Swindon Town Football Club 2014-2015
Questa voce raccoglie le informazioni riguardanti lo Swindon Town Football Club nelle competizioni ufficiali della stagione 2014-2015.

## Maglie e sponsor
| Casa | Trasferta | Terza divisa |

## Rosa
| N. |                        | Ruolo | Calciatore      |
| -- | ---------------------- | ----- | --------------- |
| 1  | Inghilterra (bandiera) | P     | Wes Foderingham |
| 2  | Inghilterra (bandiera) | D     | Nathan Thompson |
| 3  | Inghilterra (bandiera) | D     | Nathan Byrne    |
| 4  | Australia (bandiera)   | D     | Massimo Luongo  |
| 5  | Inghilterra (bandiera) | D     | Jack Stephens   |
| 6  | Inghilterra (bandiera) | C     | Jordan Turnbull |
| 7  | Inghilterra (bandiera) | C     | Ben Gladwin     |
| 8  | Iraq (bandiera)        | C     | Yaser Kasim     |
| 9  | Inghilterra (bandiera) | A     | Michael Smith   |
| 10 | Inghilterra (bandiera) | A     | Andy Williams   |
| 11 | Australia (bandiera)   | D     | Brad Smith      |
| 14 | Inghilterra (bandiera) | C     | Jake Reeves     |

| N. |                        | Ruolo | Calciatore      |
| -- | ---------------------- | ----- | --------------- |
| 16 | Inghilterra (bandiera) | A     | Connor Waldon   |
| 17 | Inghilterra (bandiera) | C     | Ryan Harley     |
| 19 | Inghilterra (bandiera) | C     | Louis Thompson  |
| 20 | Inghilterra (bandiera) | A     | Jonathan Obika  |
| 21 | Inghilterra (bandiera) | D     | Matthew Jones   |
| 22 | Inghilterra (bandiera) | D     | Darren Ward     |
| 23 | Inghilterra (bandiera) | D     | Jack Barthram   |
| 24 | Portogallo (bandiera)  | C     | Curtis Da Costa |
| 25 | Inghilterra (bandiera) | P     | Tyrell Belford  |
| 26 | Inghilterra (bandiera) | C     | Anton Rodgers   |
| 29 | Brasile (bandiera)     | D     | Raphael         |
| 30 | Inghilterra (bandiera) | C     | Harry Agombar   |

## Risultati

### Football League One
| Arbitro: | Linington |

|                   |           |  |
| McLeod 51’ (rig.) | Marcatori |  |

| Arbitro: | Breakspear |

|                      |           |                                 |
| Kedwell 9’ Hause 51’ | Marcatori | 43’ Williams 90’ (aut.) Bywater |

| Arbitro: | Robinson |

|                 |           |                     |
| Henderson 90+5’ | Marcatori | 29’ Smith 47’ Byrne |

| Arbitro: | Langford |

|              |           |  |
| Williams 84’ | Marcatori |  |

| Arbitro: | Deadman |

|  |           |                             |
|  | Marcatori | 6’, 54’ Williams 59’ Luongo |

| Arbitro: | Sheldrake |

|              |           |  |
| Williams 56’ | Marcatori |  |

| Arbitro: | Horwood |

|              |           |                            |
| Williams 58’ | Marcatori | 5’ Wordsworth · 43’ Tomlin |

| Arbitro: | Robinson |

|  |           |                                    |
|  | Marcatori | 29’, 88’ McDonald 46’ Hessenthaler |

| Arbitro: | Ward |

|                                           |           |  |
| Swift 58’ Williams 64’ (rig.) Toffolo 89’ | Marcatori |  |

| Arbitro: | Madley |

|  |           |                 |
|  | Marcatori | 8’ Rossi Branco |

| Arbitro: | Sutton |

|                     |           |  |
| Garner 2’, 45’, 51’ | Marcatori |  |

| Arbitro: | Whitestone |

|                                 |           |                     |
| Rodgers 61’ Williams 86’ (rig.) | Marcatori | 40’ Cox 47’ Dagnall |